# Bunyaeus eutactae
Bunyaeus eutactae là một loài bọ cánh cứng trong họ Nemonychidae. Loài này được Kuschel miêu tả khoa học đầu tiên năm 1994.